# Rio Helegiu
O Rio Helegiu é um rio da Romênia, afluente do Tazlău, localizado no distrito de Bacău.